# Great Darling Anabranch
Der Great Darling Anabranch ist ein Flussarm des Darling River im Südwesten des australischen Bundesstaates New South Wales. 
Er zweigt südlich von Menindee vom heutigen Bett des Darling River nach Westen ab und verläuft westlich des Hauptflusses durch ein Gebiet von Salzseen, die er teilweise auch durchfließt. Rund zwölf Kilometer westlich der heutigen Mündung des Darling River in den Murray River mündet auch der Great Darling Anabranch in den Murray River.
Früher verlief der Darling River in dem Bett des heutigen Great Darling Anabranch. Seit Fertigstellung der Menindee Lakes, die zur Hochwasserregulierung des Darling River dienen, wird von dort regelmäßig Wasser für Bewässerungszwecke in den Great Darling Anabranch abgelassen.